# Chiesa della Santissima Trinità (Ovaro)
La chiesa della Santissima Trinità  è la parrocchiale di Ovaro, in provincia e arcidiocesi di Udine; fa parte della forania della Montagna.

## Storia

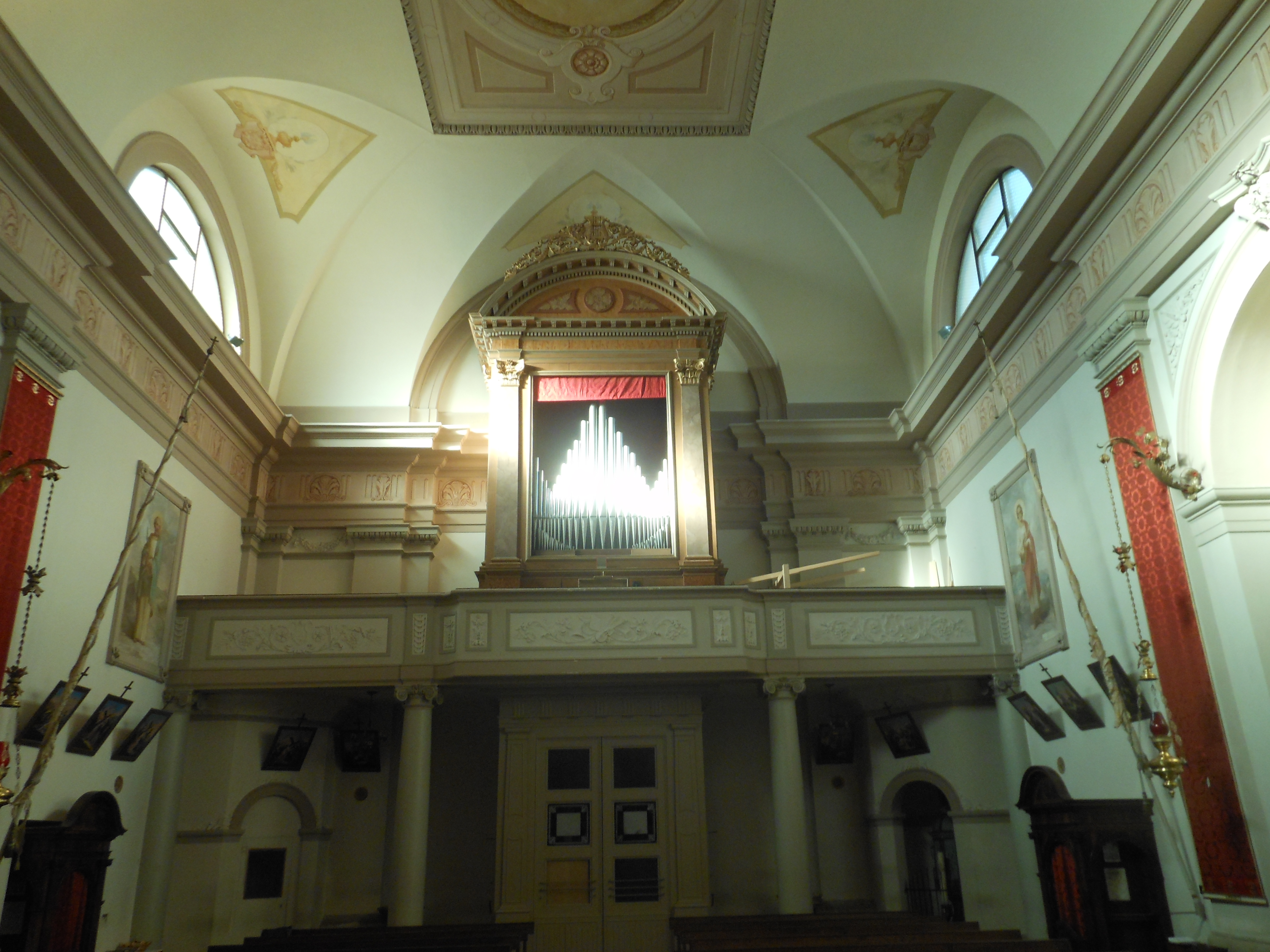
la controfacciata

La prima menzione di una chiesa dedicata alla Trinità a Ovaro risale al 1397, quando vengono lasciate in eredità alla chiesa alcune monete. Nei secoli successivi questa chiesetta fu sostituita con una più grande, a sua volta demolita intorno alla metà del XIX secolo. L'attuale parrocchiale fu edificata, infatti, tra il 1850 e il 1854.
Intorno agli anni ottanta del XX secolo la chiesa venne ristrutturata in seguito ai danni subito durante il terremoto del Friuli del 1976.